# 程兴汉
程兴汉（1939年9月—2024年12月26日），男性，汉族，湖南株洲人，1963年加入中国共产党。中华人民共和国政治人物、医士。中共十五大代表。曾任中共株洲市委书记。

## 生平
程兴汉早年学医，在衡阳医士学校（今南华大学）就读，毕业后长期任职医疗界，先后在株洲市一医院、株洲市卫生局医疗科、株洲县人委、县卫生局、株洲市医药研究所、株洲市卫生局药政科任职，1981年转任株洲市人民政府文教办业务科副科长。1983年转任株洲市卫生学校（今湖南中医药高等专科学校）校长。
1983年5月，程兴汉升任中共株洲市委常委、组织部长。并于翌年转任中共株洲市委副书记:35，担任此职务近10年，期间还曾于1990年至1993年兼任株洲市政协主席:774。
1994年2月，程兴汉升任中共株洲市委书记，直到2000年4月卸任退休。卸任後，他繼續以株洲市老年体育协会主席等身份活躍於株洲市內外。
2024年12月26日，程兴汉在株洲逝世。